# Nautica (rivista)
Nautica è un mensile della Nautica Editrice s.r.l., dedicato alle barche e al settore della nautica da diporto.
La rivista pubblica le prove delle barche e degli accessori, le novità del mercato, articoli tecnici e didattici, itinerari per le vacanze in barca e articoli sull’arte marinara e i musei del mare.

## Storia editoriale
È stata pubblicata per la prima volta nel marzo 1962 sotto la direzione di Vincenzo Zaccagnino e la vice direzione di Carlo Marincovich.
Si distingue fin dal primo numero per la pubblicazione delle prove in navigazione delle barche: ne sono state pubblicate ad oggi circa 2000.
Nel 1995, grazie al direttore Luca Sonnino Sorisio, si affianca alla versione cartacea il sito web.

## Direttori
- Vincenzo Zaccagnino
- Lucio Petrone
- Luca Sonnino Sorisio
- Corradino Corbò
- Paolo Sonnino Sorisio